# محوطه کولیتان عصرآباد
محوطه کولیتان عصر آباد مربوط به دوران‌های تاریخی پس از اسلام است و در شهرستان مریوان، بین روستای رشه ده و روستای عصر آباد واقع شده و این اثر در تاریخ ۲۷ مرداد ۱۳۸۲ با شمارهٔ ثبت ۹۶۳۴ به‌عنوان یکی از آثار ملی ایران به ثبت رسیده است.